# Liriomyza groschkei
Liriomyza groschkei este o specie de muște din genul Liriomyza, familia Agromyzidae, descrisă de Erich Martin Hering în anul 1956.
Este endemică în Germania. Conform Catalogue of Life specia Liriomyza groschkei nu are subspecii cunoscute.